# パンアメリカン航空806便墜落事故
パンアメリカン航空806便墜落事故（英: Pan Am Flight 806）は、1974年1月30日にアメリカ領サモア沖の洋上で発生した航空事故である。

## 事故概要

### パンアメリカン航空806便
パンアメリカン航空806便（機体:パンアメリカン航空のボーイング707-321B、機体記号:N454PA、愛称:「クリッパー・ラジエント (Clipper Radiant) 」）は、ニュージーランドのオークランドを出発し、アメリカ領サモアのパゴパゴおよびハワイ州ホノルルを経由してカリフォルニア州ロサンゼルスへ向かう定期国際便であった。

### 事故
1974年1月30日、806便はパゴパゴ国際空港へ最終進入中に墜落した。
事故当日の同便の運行乗務員はリロイ・A・ピーターソン (Leroy A. Petersen) 機長（52歳）とリチャード・V・ゲインズ (Richard V. Gaines) 副操縦士（37歳）、ジェームズ・S・フィリップス (James S. Phillips) サード・オフィサー（43歳）、ジェリー・W・グリーン(Gerry W. Green) 航空機関士（37歳）で構成されていた。
墜落後、乗客9人と乗員1人が最初の衝突と事故後の火災を生き抜いていた。しかし、事故の翌日に乗客1人が死亡した。事故の3日後、生存していた乗員1人と乗客3人が死亡した。事故の9日後、NTSBが生存者として数えていた乗客1人が死亡した。
この事故で、最終的に乗員10人全員と乗客87人が死亡した。

## 事故原因
NTSBは考えられる事故原因は不安定な風向きの変化による航空機のペネトレーション (the aircraft's penetration) の結果として発生した過大な降下率への乗務員の認識の遅れとすみやかにそれを修正しなかったことであると決定した。風は激しい暴風雨によって生じ、事故機の進入経路に近い平坦でない地形に影響された水平方向と垂直方向の成分で構成された。機長の認識は限られた視界や「ブラックホール・アプローチ」 ("black hole" approach) などの錯覚、計器の不適切なモニタリング、最後の15秒間に乗務員が降下率の読み上げを怠ったことにより妨害された。